# دودمان

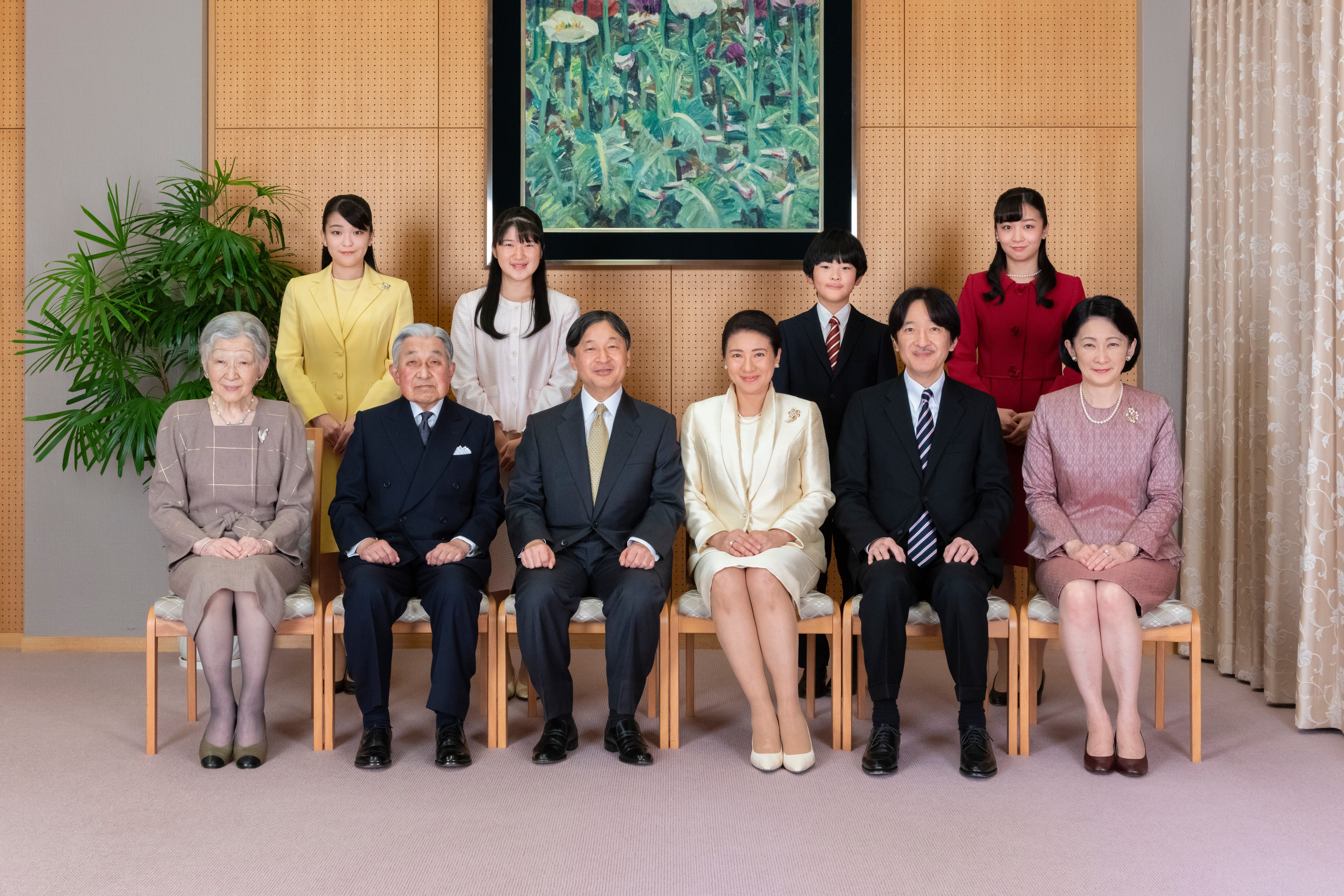
یک عکس خانوادگی در سال ۲۰۲۴ از اعضای دودمان یاماتو، قدیمی‌ترین دودمان سلطنتی مستمر جهان از حداقل ۵۳۹ میلادی تاکنون؛ شامل سه نسل (از سمت چپ): امپراتریس می‌چیکو، امپراتور آکی‌هیتو، پسرشان امپراتور ناروهیتو و همسرش امپراتریس ماساکو، شاهزاده آکی‌شینو و شاهدخت آکی‌شینو و فرزندان در پشت سر آنها.

دودمان یا خاندان یا سلسله، به توالی افراد هم‌خون از یک خانواده گفته می‌شود که نیای همهٔ آنها به یک تن می‌رسد. خاندان‌ها پس از نهاد خانواده، قدیمی‌ترین نهاد اجتماعی بشر در طول تاریخ محسوب می‌شوند. یک دودمان می‌تواند در ابعاد و انواع مختلفی از یک دودمان قبیله‌ای تا دودمان سلطنتی وجود داشته باشد که از گذشته تا امروز در یک قبیله یا سرزمین فرمانروایی کرده باشند. برخی دودمان‌ها از نوع اشرافی هستند؛ مانند هفت خاندان ممتاز ایران باستان. دودمان پاندیا دیرپاترین دودمان کل تاریخ و دودمان یاماتو دیرپاترین دودمان سلطنتی مستمر جهان محسوب می‌شود که تا امروز در ژاپن برقرار است.

## واژه‌شناسی
دودمان واژه‌ای پارسی از ریشهٔ دوتَکمان (dutakmān) در پارسی پهلوی به معنی خاندان، خانواده، خانمان، تبار، قبیله و دوده است. واژهٔ دوده، خود از ریشهٔ دوتَک (dûtak) در پارسی پهلوی می‌باشد. مصطفی پاشنگ صورت پهلوی دودمان را دوتک‌مانَک (dûtak-mānak) نوشته است. به گفتهٔ دهخدا و عمید، دودمان گاهی به معنای «خانه» به‌کار رفته و می‌تواند به معنی «دودخانه» یا «دودگاه» (جای دود) هم باشد. دودمان با واژگانی چون سلسله، سلاله، آل و خاندان مترادف است و با طایفه، عشیره، تخمه و خانمان نیز قرابت معنایی دارد. به نوشتهٔ فرهنگ ناظم‌الاطبا، دودمان به معنای «عطر و بوی خوش» نیز هست. خاندان هم واژه‌ای پارسی (مرکب از خانه+دان) به معنی دوده و تبار است و با خیلخانه قرابت معنایی دارد. به نوشتهٔ فرهنگ ناظم‌الاطبا، خاندان ممکن است به معنای «صاحبِ خانه» هم باشد. سِلسِلَه واژه‌ای عربی است که در اصل به معنی «زنجیر» می‌باشد؛ اما در مجاز، به معنی نسل، اولاد و قرابت است. صورت‌های جمع این واژه «سِلسِل» و «سَلاسِل» هستند. در پارسی، واژهٔ سلسله بیشتر با معنی «سلسلهٔ پادشاهی» به‌کار رفته است. به نوشتهٔ دهخدا، سلسلهٔ پادشاهی یعنی: «دودمان سلطنتی که گروهی از آن، یکی پس از دیگری پادشاهی کنند.» مطابق فرهنگ فارسی معین، سلسله همچنین طرح مخصوصی در هنر قالی‌بافی می‌باشد. واژگان دودمان، خاندان و سلسله بسیار در ادبیات و شعر پارسی به‌کار رفته است. نمونه:
| معروف گشته از کف او خاندان او |  | چون از سخای حاتم طی خاندان طی |
| — منوچهری                     |  |                               |

| بخواهد شدن بخت از این دودمان |  | نماند بدین تخمه کس شادمان |
| — فردوسی                     |  |                           |

| خاندان تو شریف است از آنی تو شریف |  | تو چنانی به شریفی که بود زر از کان |
| — فرخی سیستانی                    |  |                                    |

| وحدت گزین و همدمی از دوستان مجوی |  | تنها نشین و محرمی از دودمان مخواه |
| — خاقانی                         |  |                                   |

| گفت با هر یکی گناه تو چیست |  | از کجایی و دودمان تو کیست |
| — نظامی                    |  |                           |

| پسر نوح با بدان بنشست |  | خاندان نبوتش گم شد |
| — سعدی                |  |                    |

| خلق دیوانند و شهوت سلسله |  | می‌کشد شان سوی دکان و غله |
| — مولوی                  |  |                          |

| دیوانه‌ای، ز سنگ ملامت متاب روی |  | بازیچه نیست سلسله برپا گذاشتن |
| — صائب تبریزی                  |  |                               |

## در ایلات
در ساختار اجتماعی ایلات، «دودمان» کوچک‌ترین واحد اجتماعی پدرتبار است که از چندین خانواده (نخستین نهاد اجتماعی) تشکیل شده است. افراد هر دودمان دارای پیوندهای خویشاوندی نزدیک و نیای مشترکی از نسل یک فرد مشخص که بین ۳ تا ۵ نسل پیش می‌زیسته، هستند. هدایت هر دودمان را یک «ریش‌سفید» به عهده دارد که وظیفهٔ انتقال فرمان‌های ایلخان، هدایت بدنهٔ اصلی جامعهٔ ایلیاتی و هماهنگی کوچ را انجام می‌دهد. ریش‌سفیدی یک دودمان، مقامی موروثی نیست و منافع مادی چندانی نیز برای آنان ندارد و تنها منزلت اجتماعی و احترام افراد را برای شخص می‌آورد. داشتن تجربه، مقبولیت اجتماعی در بین عموم افراد دودمان، تمکن مالی مناسب و همچنین روابط خوب با کدخداها و کلانتران از امتیازات مورد نیاز برای رسیدن به جایگاه ریش‌سفیدی است. ردهٔ دودمانی پدرتباری در میان ایلات قشقایی «بیله»، شاهسون‌ها «گوبَک»، بلوچ‌ها «زات» (یا «زند»)، کردها «هرکی» و ترکمن‌ها «اوبه» می‌باشد.